# Looking Backward
Looking Backward: 2000–1887 este un roman științifico-fantastic utopic al scriitorului american Edward Bellamy. A apărut în 1888 la editura Ticknor & Co. Una dintre cele mai de succes lucrări timpurii americane științifico-fantastice a fost a treia cea mai bine vândută carte din SUA în secolul al XIX-lea, efectele sale depășind cu mult domeniul literaturii. 

## Prezentare
Romanul utopic Looking Backward extrapolează o societate viitoare (din anul 2000) bazată pe observarea societății actuale (din 1887).